# نيل ميرفي
نيل ميرفي (بالإنجليزية: Neil Murphy)‏ هو لاعب كرة قدم بريطاني، ولد في 19 مايو 1980 في ليفربول في المملكة المتحدة. شارك مع منتخب إنجلترا تحت 17 سنة لكرة القدم ومنتخب إنجلترا تحت 20 سنة لكرة القدم. أما مع النوادي، فقد لعب مع نادي ألترينتشام ونادي بلاكبول ونادي لوتون تاون ونادي ليفربول.

## وصلات خارجية
- نيل ميرفي على موقع قاعدة بيانات كرة القدم.إي يو (الإنجليزية)
- نيل ميرفي على موقع Soccerbase.com (لاعب) (الإنجليزية)